# Bitylius
Bitylius (łac. Diœcesis Bityliensis) – stolica historycznej diecezji w Cesarstwie Rzymskim (prowincja Palestina I), współcześnie w Palestynie. Jedynymi znanymi biskupami tej diecezji są Ajax oraz Manuel (VI w.). Od 1929 figuruje na liście katolickich diecezji tytularnych, od 1981 nie jest obsadzona.

## Biskupi tytularni
| Lp. | Biskup                    | Od                   | Do                   |
| --- | ------------------------- | -------------------- | -------------------- |
| 1   | Alexandre Chabanon MEP    | 3 lipca 1930         | 4 czerwca 1936       |
| 2   | Alfredo Viola             | 25 lipca 1936        | 29 maja 1940         |
| 3   | Jean-Marie Vittoz         | 9 listopada 1940     | 9 maja 1963          |
| 4   | Jan Zaręba                | 25 stycznia 1963     | 20 października 1969 |
| 5   | Alberto Giglioli          | 24 kwietnia 1970     | 7 października 1975  |
| 6   | Marcelo Pinto Carvalheira | 24 października 1975 | 9 listopada 1981     |